# Средневековая Финляндия
Средневековая Финляндия — история Финляндии в Средние века.

## Раннее средневековье
Достоверные сведения о Финляндии начинаются с крестового похода в эту страну — или, как она тогда называлась, Эстерландию (Osterland = Восточная страна) — шведского короля Эрика Святого (ок. 1157). Финские племена к тому времени уже осели на ныне занимаемых местах, оттеснив к северу лопарей, но не успели ещё слиться в одну национальность. Они перекочевали в Финляндию из местностей к востоку и югу от Ладожского озера (финны, поселившиеся в юго-западной части страны, проникли туда, вероятно, через нынешнюю Эстляндию, переплыв Финский залив). Когда в Финляндии появилось шведское население, живущее по южному и юго-западному прибрежью, — не установлено, но несомненно, что ещё в языческие времена шведы имели здесь свои колонии. Эрик Святой подчинил Швеции и «собственно Финляндию». С ним прибыл епископ Генрих, крестивший финнов и погибший мученической смертью. В католическое время он считался покровителем Финляндии.

## Развитое средневековье
Около 1220 года шведы основали в Финляндии епископскую кафедру. Первым епископом был Фома, англичанин родом. При нём шведы, вероятно, в союзе с меченосцами, снарядили сильное войско под предводительством ярла (первого сановника) Биргера для покорения Новгорода, но были разбиты Александром Невским при реке Неве. Этот же ярл Биргер покорил в 1249 году землю тавастов (Тавастландию) и основал Тавастгусский замок.
Маршал Торкель Кнутсон совершил в 1293 году поход на новгородцев, завоевал юго-западную Карелию и основал там Выборгский замок. Военные действия на востоке, между шведами и новгородцами, продолжались почти беспрерывно до 1323 года, когда шведский король Магнус Эрикссон при содействии ганзейцев заключил с новгородцами договор в Нотебурге (Орешкове, ныне Шлиссельбурге). Этим договором впервые была установлена восточная граница шведских владений в Финляндии. Период покорения страны закончился.
В 1362 году финны получили издревле принадлежавшее коренным шведам право участвовать в выборе короля; таким образом из завоеванной области страна сделалась полноправной частью шведского государства (покоренные впоследствии Прибалтийские провинции этим правом не пользовались). Вследствие отдаленности страны, слабости шведского правительства и хаотического состояния управления в эпоху, предшествовавшую заключению Кальмарской унии и следовавшую за ней, шведские вельможи, владевшие ленами в Финляндии, управляли своими областями почти независимо. Таким независимым правителем был, например, при короле Альбрехте Мекленбургском (1363—1389) дротс (высший судья) Грип, получивший в пожизненное ленное владение почти всю Финляндию. Он насаждал там феодальные порядки, но они не привились к этой бедной, малокультурной и редконаселенной стране.
Маргарита Датская, заключившая Кальмарскую унию, была признана в Финляндии королевой в 1398 году, то есть на 9 лет позже, нежели в Швеции. Её наследник Эрик XIII Померанский (1412—1439) сумел временно возвысить значение королевской власти; он упорядочил в Финляндии судопроизводство, разделив страну на два судебных округа, южный и северный. В Финляндии Эрик пользовался любовью народа, но в Швеции его не любили за то, что он раздал важнейшие должности датчанам и немцам, притеснявшим население. Это вызвало восстание далекарлийцев. В Швеции наступил период анархии, ознаменовавшийся борьбой приверженцев Дании, или унионистов (духовенство и высшее дворянство), с патриотической партией (низшее дворянство и крестьянство). Борьба отразилась и на Финляндии. Во главе патриотической партии стояли Энгельбрехтсон, затем Карл Кнутсон, финляндец родом, три раза избиравшийся регентом государства, а после его смерти (1470) — фамилия Стуре.
Во время регентства Стена Стура старшего вспыхнула война с Русью (1495—1497). Русские осадили Выборг, где заперся воевода Кнут Поссе, но внезапно отступили, испуганные, вероятно, взрывом мины, и опустошили Саволакс и Тавастландию. Стуре, занятый борьбой со своими противниками, не мог помочь финляндскому войску; война кончилась выгодным для Руси перемирием в Новгороде.
Когда Густав Ваза восстал против Христиана II, датчане держались в Финляндии дольше, чем в Швеции, вследствие чего освободительная война затянулась здесь на несколько месяцев.
Со времени Орешковского мира страна разделялась на следующие провинции: Аландия, собственно Финляндия, Сатакунта, Нюландия, Тавастландия и Западная Карелия. Важнейшими замками, служившими резиденцией шведских вельмож, были Або (в первый раз упоминается в 1198 году), Выборг и Тавастгус (Кроноборг). Кексгольм по Орешковскому договору отошел к России. Замки служили резиденциями шведских вельмож, владевших в Финляндии обширными ленами, которые, однако, не были наследственными. В руках шведов находились все высшие административные и судебные должности. Впоследствии на низшие должности начали назначать местных дворян. До 1435 года только дворяне имели право посылать депутатов на риксдаги, которые называются «господскими днями» (herredagorna). Языком администрации был шведский, но население продолжало говорить по-фински. Шведские нравы распространялись из замков, но медленно. До конца средних веков финны мало прониклись шведской культурой, сохранив грубость нравов и языческие обычаи. Духовенство пользовалось более значительным влиянием, нежели светская власть. В его руках скопились значительные богатства. Суду светской власти подлежали не только духовные лица, но и светские, за проступки против церковного благочиния. Абоские епископы были могущественными владыками и вместе с тем первыми пионерами культуры. Самые замечательные из них, кроме названных выше: Гемминг (1338—1366), Беро Бальк (1385—1412), Магнус Таваст (1412—1450). Несмотря на ревность епископов, христианство до конца периода не успело пустить глубоких корней; введение протестантства при Густаве Вазе и его преемниках не встретило никакого сопротивления. Торговля находилась в руках ганзейцев. Города были устроены по германскому образцу.

## Позднее средневековье
Одним из первых и самых ревностных поборников протестантизма в Финляндии был Михаил Агрикола, сын финского рыбака, впоследствии абоский епископ. Он перевел на финский язык сначала молитвенник, потом (1548) Новый Завет. В предисловии к молитвеннику выражалась уверенность, что «Бог, читающий в сердцах людей, поймет, конечно, также молитву финна». Этим Агрикола положил основание финской письменности.
При Густаве Вазе началась колонизация северных пустопорожних пространств; при нём же основан Гельсингфорс (1550). Его война с Россией (1555—1557) окончилась миром в Москве, не изменившим границ государства. Густав Ваза укрепил королевскую власть, но рядом с этим возвысил также значение дворянства. Отбирая земли у духовенства, он раздавал их дворянам. При его сыновьях значение дворянства ещё более усилилось и достигло кульминационного пункта во время борьбы Сигизмунда с герцогом (впоследствии королём) Карлом. К этой эпохе относятся первые серьезные проявления сепаратизма финляндских вельмож. Будучи делом властолюбия отдельных лиц, попытки обособления Финляндии не пользовались сочувствием народа: он оставался верным законной власти, видя в ней защиту против аристократов. Понимая, что трудно управлять Финляндией из Стокгольма, Густав Ваза назначил правителем страны своего сына Иоанна, получившего титул герцога Финляндского.
После смерти Густава Вазы (1560) герцог Иоанн задумал отделиться от Швеции и сделаться самостоятельным государем. Он вступил в борьбу со своим братом, королём Эриком XIV (1560—1568), но был побежден и отвезен пленником в Стокгольм. Сделавшись королём (1568—1592), он щедро вознаградил дворян за оказанную ему поддержку; они были освобождены от обязательной военной службы, но сохранили сопряженную с этой повинностью свободу от уплаты поземельных податей. В царствование Иоанна Финляндия начала называться великим княжеством (1581).
После смерти Иоанна началась междоусобная война. Приверженцы герцога Карла были защитниками монархических традиций, протестантизма, государственного единства; на стороне Сигизмунда стояли мятежные вельможи, которые не могли забыть времен Кальмарской унии и ценили в Сигизмунде только то, что он был далеко. Самым могущественным из этих вельмож был штатгальтер Финляндии Клас Флеминг. Финляндия под его управлением фактически отделилась.
Дворяне угнетали народ, что вызвало в северо-западной Финляндии (Эстерботнии) восстание крестьян. Возмущенные притеснениями и, главным образом, воинским постоем, особенно обременительным во время шведско-русской войны (окончившейся миром в Тейсине в 1595 году), эстерботнийцы взялись за оружие. Существует мнение, что они обращались с жалобой к герцогу Карлу, но получили от него совет расправиться с притеснителями собственными силами. Этот эпизод из истории финского крестьянства известен под названием «дубинной войны» (klubbe-kriget, 1596—1597). Флеминг потушил восстание в потоках крови и сделался могущественнее чем когда-либо, но скоро умер. Его дело в Финляндии продолжил Арвид Стольарм, два года боровшийся с Карлом. В 1599 году герцогу удалось, наконец, смирить непокорных. Могущество финляндского дворянства было сокрушено; оно постепенно слилось со шведским дворянством.
При Карле IX (1599—1611) и в особенности при Густаве-Адольфе (1611—1632) центральная власть усилилась, введены были усовершенствования в администрации; налоги были приведены к некоторому единству, но не уменьшились, а возросли, так как беспрерывные войны опустошали государственную казну. Густав-Адольф издал в 1617 году сеймовый устав, по которому риксдаг был разделен на четыре сословия. В 1616 году земские чины Финляндии собрались на. местный сейм под председательством короля, в Гельсингфорсе. Из внешних событий того времени особенно важное значение для Финляндии имел Столбовский мирный договор (1617), по которому Россия уступила Швеции обширную область — так называемый Кексгольмский округ. Православное и обрусевшее карельское население этой местности неохотно мирилось со своим новым положением. Когда русские войска при царе Алексее Михайловиче в 1656 году вторглись в Карелию, население примкнуло к ним. Боясь мести шведов, православные карелы после отступления русских войск почти поголовно переселились в Россию. Их место заняли переселенцы из внутренних частей Финляндии.